# Jean-Paul Le Provost
Pour les articles homonymes, voir Le Provost.
Jean-Paul Le Provost, né en 1944, est un graveur, peintre, dessinateur et mosaïste français, fondateur de la Biennale internationale de la gravure de Sarcelles, dans le Val-d'Oise en France. Il enseigne également la gravure à Sarcelles.

## Biographie
Ami de Jean-Pierre Tanguy, il expose avec lui à Moutier-d'Ahun dans la Creuse. Il l'accompagne également à Repentigny, au Québec, à l'automne 2015 pour la clôture d'une exposition sur la biennale de Sarcelles qui se déroule au moment du festival dans cette ville du Canada.

## Œuvres
- Sans titre, 1978, eau-forte en couleur, tirage 100 ex. (BNF 40532060)
- Onde, 1981, eau-forte (BNF 40532061)
- Nuit d'orient, 1985, eau-forte (BNF 40532062)
- Recueil, 19xx?, format-divers (BNF 41956509)

## Expositions

### Expositions personnelles
- 1965 Théâtre Municipal de Saint-Brieuc
- 1968 Maison de la Culture de la Bretagne à Paris
- 1969 Centre Culturel Français de Tlemcen, Algérie
- 1972 Université Saint Lawrence, USA
- 1976 M.J.C la Poterne des Templiers, Paris
- 1977 Galerie Andrea Canel, Paris
- 1979 Le Procope, Paris
- 1980 Hospice Saint Eloi, Arras
- 1981 Maison des Jeunes et de la culture, St Pol sur Ternoise
- 1982  Palais Rihours, salle du Conclave, Lille sous la Présidence de Mr  Pierre Mauroy, Premier Ministre
- 1983 CAC de Saint-Brieuc
- 1983 Musée Municipal de Saint Pol sur Ternoise
- 1984 Galerie Abaki, Lille
- 1984 Galerie T’Poortje Haasdonk,Belgique (avec J-C Hug sculpteur )
- 1988 Couleur- Espace- Lumière, Hôtel de ville, Troyes (avec JC Hug, sculpteur)
- 1993 Galerie Art Quatre, Villiers le Bel
- 1996 Galerie de l’FMR, Tourette sur Loup (avec Ménotti sculpteur)
- 1999 Galerie Régina, Bourgdesirod
- 2008 Galerie Kunst Stationen, Hattersheim am Main, Allemagne
- 2012 Galerie Temporelle, La Roche Bernard
- 2013 Galerie Mézière, Eaubonne
- 2013 Espace Vignes Blanches, Sarcelles
- 2015 Centre d’Art Le Moutier d’Ahun

### Principales expositions de groupe
- 1964 Musée  de Saint-Brieuc
- 1972  Galerie Creuze, Paris
- 1976 Salon des Réalités nouvelles, Paris
- 1977 Salon de l’Art Sacré, Sénat, Paris
- 1977 Siège de la CFDT, Paris
- 1978 FIAP : Harmonies Abstraites, Paris
- 1978 Biennale de Brest
- 1980 216 artistes CFDT à Bierville
- 1982 Jeune Peinture, Grand Palais, Paris
- 1983 Galerie Septentrion, Marcq en Baroeul
- 1983 Tendances de la Peinture abstraite, St Quentin en Yvelines
- 1983 Les Hauts de Belleville, Paris
- 1983 Musées de Niort, Saumur, St Nazaire
- 1983 Hexagone, Centre Culturel Saint Niklas, Bruxelles, Belgique
- 1984 Peinture Abstraite, Espace Belleville CFDT, Paris
- 1984 Kafka Aller-Retour, Abbaye d’Ouville
- 1985 Confrontation « Les Hauts de Belleville », Paris
- 1986 Musée de Saint-Cloud
- 1986 Forum des Arts en Ile de France, Les Ulis
- 1986 Centre Culturel, Clichy sous Bois
- 1987 31 graveurs contemporains, Les Ulis
- 1987 Hôtel de Ville, Saint-Ouen-l’Aumône
- 1988 Peinture abstraite, Château de Plaisir (avec Olivier Debré)
- 1988 Couleur-Espace-Lumière, Hôtel de Ville, Troyes
- 1988 Galerie La Ferronnerie, Paris
- 1989 Anniversaire de Claude Monet, Argenteuil (avec V. Da Silva, Pierre Soulages)
- 1990 Salon le Trait, Paris
- 1991 Cabinet des Estampes, Bibliothèque Nationale, Paris
- 1991 Musée-atelier du papier, Angoulême
- 1992 Musées de Niort, Cognac, Saintes, Saint-Germain-en-Laye
- 1995 50 ans de gravure, Espace Belleville CFDT, Paris
- 1995 L’art, une passion toujours partagée (avec JC Hug) Espace Belleville CFDT, Paris
- 2003 « Eurografik », Moscou
- 2005 Musée National Mahmoud Mokhtar, Le Caire
- 2006 5ème Biennale de la Gravure du Caire, Egypte